# Lacs Soi
Les lacs Soi sont situés juste au-dessus de la localité de Ballino, située à une altitude de 765 m. Ces lacs sont alimentés par des sources internes et alimentent le fleuve Rì Sec et, avec lui, le lac de Tenno.
Ils se sont naguère remplis pendant les périodes pluvieuses, atteignant une hauteur de 4 à 5 mètres. Aujourd'hui, ils ont presque disparu, il ne reste qu'une petite flaque d'eau boueuse d'une profondeur maximale de trente centimètres.